# Маджи (Австралия)
Маджи (англ. Mudgee /ˈmʌdʒi/) — город в центральной части штата Новый Южный Уэльс, Австралия. Расположен на 261 километр северо-западнее Сиднея, в плодородной долине реки Каджегонг. Является центром района местного самоуправления Среднезападный региональный совет. По состоянию на 2011 год население Маджи составляет 9830 человек.
Территория Маджи находится на геологической структуре известной как Сиднейский угольный бассейн.
Название Маджи происходит от слова аборигенов «mou-gee» что означает «довольный».

## История
Первым европейским поселенецем который достиг территории современного Маджи был лейтенант Вильям Лоусон в 1821 году, следуя маршруту Джеймса Блэкмэна, который не достиг данной территории ранее в этом году. Первое поселение было основано на 3 километра севернее от современного расположения в 1822 году братьями Джордем и Хенри Кокс. Изначально данная территорию населяли племена Вурунджери, отношения с европейцами изначально были дружелюбными, но после того как поселение стало разрастаться, появились первые конфликты. Поселенцы уничтожали кенгуру и опоссумов, которые являлись основным источником питания Вурунджери, оскверняли святые места и захватывали землю у реки. В 1824 году было объявлено военное положение, вооруженные поселенцы бродили по местности и уничтожали аборигенов.

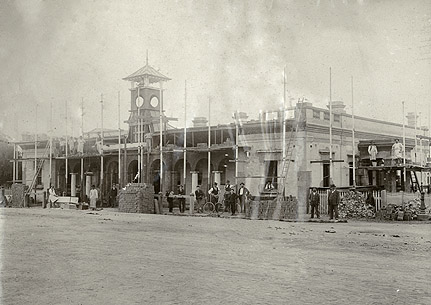
Здание почты, Маджи

В 1833 году были построены первые полицейский участок и тюрьма. В 1837 году Роберт Ходдл спроектировал план города, а в 1838 году Маджи становится городом. К 1841 году в Маджи были построены 36 домов, три гостиницы, госпиталь, почта, два магазина и англиканская церковь.
В 1851 году население города достигает 200 человек. После того как в окрестностях Харгрейвса обнаружили золото население города временно становится 20000 человек.
В 1860 году Маджи становится муниципалитетом и вторым старейшим муниципалитетом запада Большого водораздельного хребта с населением 1500 человек. В 1861 году было открыто первое отделение телеграфа.
После того как золотые рудники иссякли благополучие Маджи поддерживалось шерстяной промышленностью, основанной в 1850-х годах немецким иммигрантом Адамом Ротом, а также зарождающимся винодельчеством. 10 сентября 1884 года состоялось открытие железной дороги из Рилстона до Маджи, что способствовало развитию сельского хозяйства.

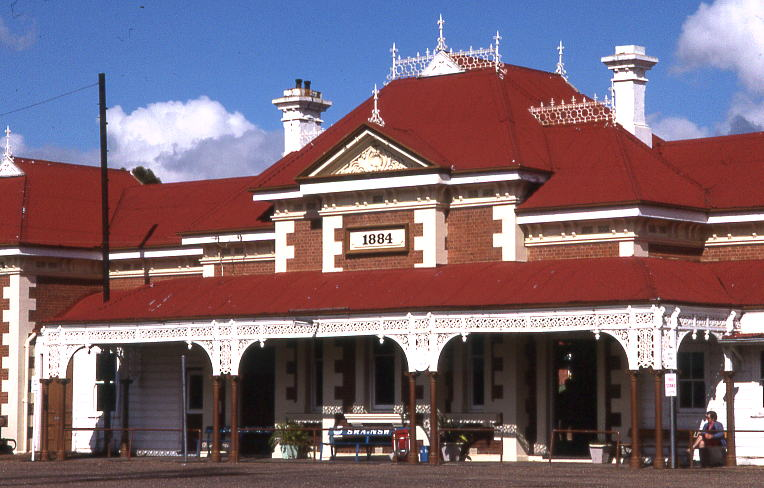
Железнодорожная станция Маджи (1884)

## Экономика
Маджи широко известен своим вином и является популярным место у туристов, посещающих винодельни в данном регионе. Также здесь проводится множество различных туристических экскурсий, фестивалей и ярмарок. В городе много маленьких гостиниц, кафе и ресторанов.
Сельское хозяйство представлено разведением крупного рогатого скота и овец, выращиванием пшеницы, люцерны, оливок, томатов и кукурузы, производством мёда и молочных продуктов.
В регионе находятся угольные шахты Улан. В 19 веке регион являлся центром золотодобычи. Сейчас в регионе добываются мрамор, глинистый сланец, доломит и гончарная глина, эти направления имеют большой потенциал для развития в регионе.

## Климат
В Маджи умеренный климат граничащий с субтропическим океаническим. Лето жаркое, с частыми грозами, однако в ночное время достаточно прохладно. Зимы прохладные, с морозными утрами и солнечными днями, иногда идут сильные дожди или даже снег. Осадки умеренны, выпадают довольно равномерно, с небольшим пиком в летнее время. Максимальные температуры варьируются от +42,5 °C до −8,3 °C. Самое большое количество осадков 302,3 мм зарегистрировано в марте 1926 года. Среднее количество солнечных дней в году 113,0.
| Показатель                                            | Янв. | Фев. | Март | Апр. | Май  | Июнь | Июль | Авг. | Сен. | Окт. | Нояб. | Дек. | Год   |
| ----------------------------------------------------- | ---- | ---- | ---- | ---- | ---- | ---- | ---- | ---- | ---- | ---- | ----- | ---- | ----- |
| Абсолютный максимум, °C                               | 42,5 | 41,0 | 37,2 | 26,1 | 26,1 | 22,8 | 22,2 | 26,8 | 32,2 | 38,2 | 40,2  | 40,6 | 42,5  |
| Средний суточный максимум, °C                         | 31,0 | 30,2 | 27,8 | 23,3 | 18,8 | 15,2 | 14,4 | 16,0 | 19,6 | 23,4 | 26,9  | 29,8 | 23,0  |
| Средний суточный минимум, °C                          | 15,5 | 15,4 | 13,0 | 8,5  | 5,0  | 2,6  | 1,3  | 2,3  | 4,4  | 7,6  | 10,8  | 13,7 | 8,3   |
| Абсолютный минимум, °C                                | 3,4  | 4,0  | 2,0  | −2,7 | −5,6 | −7,5 | −8,3 | −5,7 | −3,2 | −2,3 | 0,5   | 2,0  | −8,3  |
| Норма осадков, мм                                     | 67,7 | 63,9 | 51,1 | 44,2 | 49,4 | 54,5 | 52,9 | 53,1 | 52,0 | 60,0 | 62,1  | 65,3 | 676,2 |
| Источник: Climate statistics for Australian locations |      |      |      |      |      |      |      |      |      |      |       |      |       |

## Известные уроженцы
- Аарон Даунс — футболист, победитель Молодёжного Чемпионата Океании 2005.
- Brothers3 — музыкальная группа, занявшая третье место в The X Factor Australia.